# Beluran (district)
Beluran is een district in de Maleisische deelstaat Sabah.
Het district telt 107.000 inwoners op een oppervlakte van 8300 km².